# إنفورتوماب فيدوتين
إنفورتوماب فيدوتين(Enfortumab vedotin)، الذي يباع تحت الإسم التجاري بادسيف( Padcev)، هو دواء يستخدم لعلاج سرطان الظهارة البولية.  يستخدم بالأخص لدى الأشخاص الذين وصلوا بمراحل المرض المتقدمة على الأقل و فشلوا في علاجات أخرى. و يتم إعطاؤه عن طريق الحقن التدريجي في الوريد. 
تشمل الآثار الجانبية الشائعة له ما يلي: التعب، و اعتلال الأعصاب الطرفية، و انخفاض الشهية، و الطفح الجلدي، وتساقط الشعر، والغثيان، و تغير الذوق، والإسهال، و مشاكل في الكلى، وانخفاض خلايا الدم.  قد تشمل الآثار الجانبية الأخرى أيضا: الحماض الكيتوني السكري، والالتهاب الرئوي، و مشاكل في العين، ومتلازمة ستيفنز جونسون.  أما استخدامه أثناء الحمل فقد يضر الجنين.  و هو عبارة عن جسم مضاد وحيد النسيلة مرتبط بالفيدوتين و هو عامل تعطيل الأنابيب الدقيقة. كما يرتبط الجسم المضاد وحيد النسيلة بالنكتين -4. 
ووفق عليه للاستخدام الطبي في الولايات المتحدة في عام 2019.  و لم يوافق عليه في أوروبا أو المملكة المتحدة ابتداء من عام 2021.  في الولايات المتحدة، بالنسبة لشخص يزن 70 كجم، تبلغ تكلفة الدواء حوالي 33400 دولار أمريكي لكل 4 أسابيع. 